# Centrale lanen (Brussel)

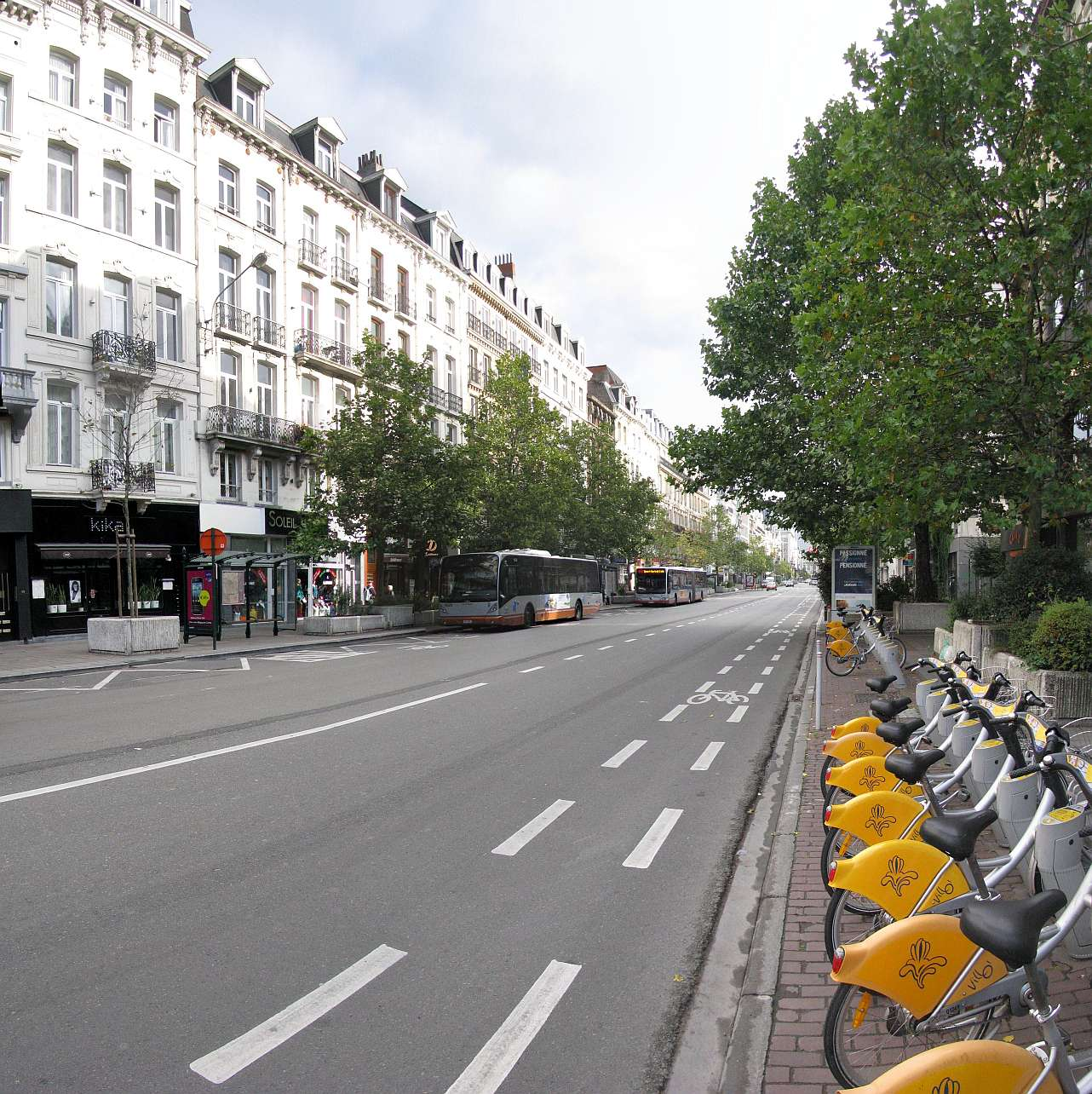
Uitzicht op de Anspachlaan ter hoogte van het Fontainasplein

De centrale lanen (Frans: Boulevards du Centre) zijn een aansluitend geheel van boulevards in het centrum van de Belgische hoofdstad Brussel. Ze werden aangelegd in 1867-1871 als een brede as doorheen de historische vijfhoek, waarbij de Zenne in een ondergrondse koker verdween. Van zuid naar noord gaat het om de Maurice Lemonnierlaan, de Anspachlaan, de Adolphe Maxlaan en de Émile Jacqmainlaan. Deze laatste twee vertakken zich vanaf het De Brouckèreplein. Andere markante pleinen op de centrale lanen zijn het Anneessensplein, het Fontainasplein en het Beursplein.
Het stedenbouwkundig ontwerp van Léon Suys kwam tot stand onder impuls van toenmalig burgemeester Jules Anspach, in de achtergrond gesteund door koning Leopold II. Het middeleeuwse stratenpatroon van Brussel werd hertekend naar het hausmanniaanse model van Parijs. De brede, rechte lanen werden bebouwd met statige panden, waarin prestigieuze appartementen kwamen die tot de eerste van België behoorden. De architecturale kwaliteit werd gestimuleerd door een grootschalige wedstrijd. Op de centrale lanen kwamen ook publieke gebouwen als de Beurs (1868-1873), het Groot Spui (1869-1871), het Zuidpaleis (1875-1880) en de Gemeenteschool nr. 13 (1877-1880). Tegen 1895 was er continue bebouwing gerealiseerd in een eclectisch geheel van stijlen.
In de 20e eeuw, vooral vanaf Expo 58, evolueerden de centrale lanen tot een as voor gemotoriseerd verkeer. In 1976 werd het tramverkeer ondergronds gebracht door de opening van de Noord-Zuidpremetrotunnel. Het idee van een stadssnelweg werd verlaten na de actie Picnic The Streets in 2012 en het centraal gedeelte van de lanen werd omgevormd tot een voetgangerszone.